# More (filme)
More é um filme animado em curta-metragem estadunidense de 1998 dirigido e escrito por Mark Osborne. Vencedor do Grande Prêmio do Júri no Festival Sundance de Cinema, foi indicado ao Oscar de melhor curta-metragem de animação na edição de 1999.